# Issy-les-Moulineaux
Issy-les-Moulineaux es una comuna francesa situada en el departamento de Altos del Sena, de la región de Isla de Francia.

## Demografía
| 1 400 | 1 024 | 1 010 | 1 243 | 1 573 | 2 104 | 2 629 | 2 982 | 3 626 | 5 233 | 6 703 | 9 204 | 7 775 | 9 484 | 11 111 | 12 080 | 12 830 | 14 031 | 16 639 | 19 128 | 23 175 | 26 587 | 32 513 | 40 386 | 44 091 | 42 449 | 47 369 | 51 776 | 50 442 | 47 561 | 45 772 | 46 127 | 52 647 | 62 316 | 63 297 | 68 451 |
| Para los censos de 1962 a 1999 la población legal corresponde a la población sin duplicidades (Fuente: INSEE [Consultar]) |       |       |       |       |       |       |       |       |       |       |       |       |       |        |        |        |        |        |        |        |        |        |        |        |        |        |        |        |        |        |        |        |        |        |        |

## Hermanamientos
La ciudad de Issy-les-Moulineaux está hermanada con: 
- Weiden in der Oberpfalz, Alemania desde 1954
- Frameries, Bélgica desde 1979
- Macerata, Italia desde 1982
- Hounslow, Reino Unido desde 1982
- Dapaong, Togo desde 1989
- Etchmiadzin, Armenia desde 1989
- Pozuelo de Alarcón, España desde 1990
- Nahariya, Israel desde 1994
- Chongwen, China desde 1997
- Guro-gu, Corea del Sur desde 2003
- Ichikawa, Japón desde 2009

## Personajes ilustres asociados a la localidad
Nacidos en Issy-les-Moulineaux
- Camille Lefèvre (1853-1947), escultor
- Natusha (1966), cantante franco-venezolana de música caribeña

## Economía
Eurosport, el Grupo Canal+, Coca-Cola Francia, France 24, Jet Solidaire, Microsoft Francia y Europa, Sodexo, Icade, Technicolor SA y Withings tienen su sede en Issy-les-Moulineaux.